# Darl Douglas
Darl Douglas (ur. 5 października 1979 w Paramaribo) – surinamski piłkarz, występujący na pozycji pomocnika.

## Kariera
Douglas profesjonalną karierę rozpoczynał w RBC Roosendaal. Po raz pierwszy w Eredivisie zagrał 20 sierpnia 2000, w przegranym 2-3 pojedynku z NEC Nijmegen. Łącznie w debiutanckim sezonie zaliczył trzynaście spotkań. Jego zespół zajął natomiast ostatnią pozycję w lidze i został relegowany do drugiej ligi. Wtedy odszedł do innego drugoligowca - HFC Haarlem. Szybko wywalczył tam sobie miejsce w wyjściowej jedenastce, stając się podstawowym zawodnikiem ekipy z Haarlem Stadion. Po wygaśnięciu jego kontraktu odszedł Heraclesa Almelo, podobnie jak jego dotychczasowy klub, grającego na zapleczu ekstraklasy.
W 2004 roku przeszedł do pierwszoligowego FC Utrecht. Już w swoim pierwszym sezonie po przyjściu, grał z tym zespołem w Pucharze UEFA. Te rozgrywki zakończyli na drugiej rundzie, po zajęciu ostatniej pozycji w swojej grupie. Natomiast w Eredivisie uplasowali się na jedenastym miejscu. Rok później, po zajęciu szóstego miejsca w lidze, grali w barażach o grę w europejskich pucharach, jednak zostały przez nich przegrane.
Zimą 2007 został zawodnikiem portugalskiego C.S. Marítimo. W barwach tego klubu zagrał trzynaście razy i zdobył jednego gola. Było to trafienie w meczu przeciwko FC Porto, przegranym przez jego zespół 1-2. Po pół roku pobytu na Półwyspie Iberyjskim, powrócił do Holandii. Związał się tam kontraktem w Willem II Tilburg. Na koniec jego zespół pozostał w ekstraklasie, po wygranych barażach o utrzymanie. Łącznie spędził tam jeden rok, po którym został kupiony przez swój były klub - Heracles Almelo. Po sezonie 2011/2012 zakończył karierę piłkarską.
| Sezon   | Klub              | Kraj       | Rozgrywki             | Mecze | Bramki |
| ------- | ----------------- | ---------- | --------------------- | ----- | ------ |
| 2000/01 | RBC Roosendaal    | Holandia   | Eredivisie            | 13    | 0      |
| 2001/02 | HFC Haarlem       | Holandia   | Eerstedivisie         | 32    | 7      |
| 2002/03 | HFC Haarlem       | Holandia   | Eerstedivisie         | 33    | 4      |
| 2003/04 | Heracles Almelo   | Holandia   | Eerstedivisie         | 33    | 9      |
| 2004/05 | FC Utrecht        | Holandia   | Eredivisie            | 32    | 3      |
| 2005/06 | RBC Roosendaal    | Holandia   | Eredivisie            | 26    | 1      |
| 2006/07 | RBC Roosendaal    | Holandia   | Eredivisie            | 11    | 0      |
| 2006/07 | C.S. Marítimo     | Portugalia | Portugalska Superliga | 13    | 1      |
| 2007/08 | Willem II Tilburg | Holandia   | Eredivisie            | 16    | 1      |
| 2008/09 | Heracles Almelo   | Holandia   | Eredivisie            | 30    | 1      |
| 2009/10 | Heracles Almelo   | Holandia   | Eredivisie            | 34    | 6      |
| 2010/11 | Heracles Almelo   | Holandia   | Eredivisie            | 33    | 2      |
| 2011/12 | Heracles Almelo   | Holandia   | Eredivisie            | 20    | 1      |